# Língua uigur
O uigur, também designado em Portugal por uigure (ئۇيغۇرچە / Uyƣurqə / Уйғурчә, ou ئۇيغۇر تىلى ‎/ Uyƣur tili / Уйғур тили), é uma língua do ramo turcomano das línguas altaicas, falada pelo povo uigur, que habita principalmente o Xinjiang (antigo Sinquiang, também chamado de Turquestão Oriental ou Uiguristão), região da Ásia Central administrada pela China.

## Classificação
O idioma uigur pertence ao grupo karluk da família de línguas turcomana, um ramo dos idiomas altaicos.

## Distribuição geográfica

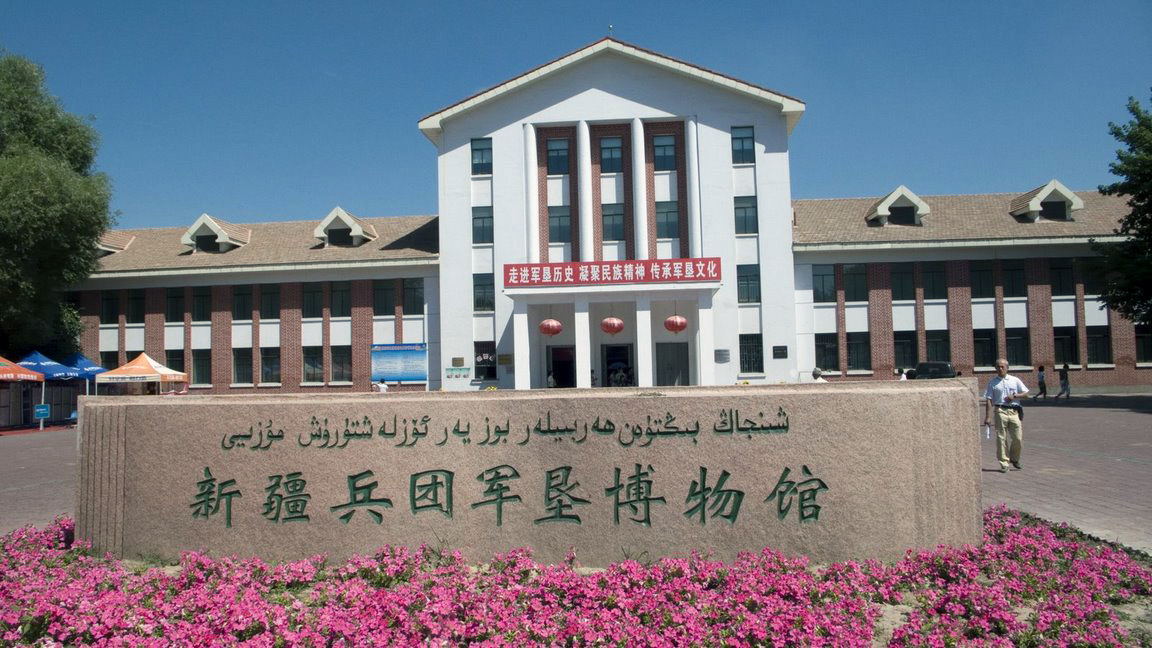
Uma placa bilíngue em uigur e mandarim, no Museu Militar de Xinjiang

O uigur é falado por cerca de 8 500 000 pessoas na República Popular da China (2004), principalmente na Região Autônoma do Xinjiang (antigo Sinquiang), no extremo oeste do país. Há também cerca de 300 000 falantes nativos no Cazaquistão, além de pequenas comunidades de falantes da língua no Afeganistão, Alemanha, Arábia Saudita, Austrália, Bélgica, Canadá, Estados Unidos, Indonésia, Mongólia, Paquistão, Reino Unido, Quirguistão, Suécia, República da China, Tadjiquistão, Turquia e Uzbequistão.

## Estatuto oficial
Os uigures formam uma das 56 nacionalidades reconhecidas oficialmente pelo governo chinês, e o uigur é a língua oficial da Região Autônoma Uigur do Xinjiang.

## Escritas
São várias as escritas uigures. A língua teve seu próprio alfabeto, o qual apresentava 6 símbolos para sons vogais e 17 para consoantes, todos esses em três versões: quando no início, no meio ou no fim da palavra.
Hoje é escrita com o alfabeto árabe numa versão de 34 diferentes caracteres. Também, pode ser escrita com o alfabeto cirílico de 32 letras; e ainda com duas versões do alfabeto latino, uma criada entre 1969 e 1987 com 32 caracteres e outra criada entre 2000 e 2001 com 31 caracteres.

### Fonologia
A estrutura silábica pode ser CV (consoante-vogal), CVC ou CVCC. O Uigur não é uma língua tonal.

## Dialetos
Os dialetos do uigur identificados pelo site Ethnologue são: o uigur central, o hotan (hetian), e o lop (luobu). Existem duas línguas principais na Região Autônoma Uigur do Xinjiang: o uigur e o chinês mandarim. O chinês não é utilizado com frequência no sul do Xinjiang. Cerca de 80 jornais e revistas estão disponíveis em uigur; cinco canais de televisão e dez editoras servem a mídia do território. Assim como em toda a China, toda a informação e as notícias são submetidas à censura governamental.

## Gramática
O uigur é uma língua de sequência SOV (Sujeito, Objeto, Verbo), usa posposições e os complementos do substantivo ficam antes do mesmo. As palavras interrogativas ficam no início da frase. A língua usa muitos prefixos e sufixos. Os substantivos podem variar em oito casos gramaticais marcados por sufixos. Os verbos variam por pessoa gramatical, número gramatical e conforme três graus de respeito.

## Vocabulário
A maioria do vocabulário vem de línguas turcas, mas, por meio da língua uzbeque, houve integração de muitas palavras de origem persa. Muitas palavras de origem externas vieram para o uigur via língua russa.

### Exemplos
| Português | Uigur    | Turco   |
| --------- | -------- | ------- |
| Terra     | zimin    | zemin   |
| Céu       | asman    | gökyüzü |
| Água      | su       | su      |
| Fogo      | ot       | ates    |
| Homem     | adem     | adam    |
| Mulher    | ayal     | kadın   |
| Comer     | yimek    | yemek   |
| Beber     | ichmak   | içmek   |
| Muito     | kop, jek | çok     |
| Pequeno   | kichik   | küçük   |
| Noite     | keche    | gece    |
| Dia       | kün      | gün     |

### Amostras de texto
- Artigo 1 da Declaração Universal dos Direitos Humanos:

Alfabeto cirílico (Uyghur Siril Yéziqi)
Һемме адем занидинла еркин, иззет-һөрмет ве һоқуқта бапбаравер болуп туғулған. Улар еқилге ве вийдан'ға иге һемде бир-бириге қэриндашлиқ мунасивитиге хас роһ билен билен муамил қилиши кэрек.
Alfabeto latino 1 (Uyghur Yengi Yezik)
H̡əmmə adəm zatidinla ərkin, izzət-h̡ɵrmət wə hok̡uk̡ta babbarawər bolup tuƣulƣan. Ular ək̡ilƣə wə wijdanƣa igə h̡əmdə bir-birigə k̡erindaxlik̡ munasiwitigə hax roh bilən mu’amilə k̡ilixi kerək.
Alfabeto latino 2 (Uyghur Latin Yéziq)
Hemme adem zatidinla erkin, izzet-hörmet we hoquqta babbarawer bolup tughulghan. Ular eqilghe we wijdan'gha ige hemde bir-birige qérindashliq munasiwitige xas roh bilen muamile qilishi kérek.
Tradução:
"Todos os seres humanos nascem livres e iguais em dignidade e direitos. São providos de razão e consciência e deve agir uns em relação aos outros num espírito de fraternidade."
- Outro texto: Parte de ئويغان! / Oyghan! ("Acorde!"), poema de Abduxaliq Uyghur:

Hey, péqir uyghur, oyghan, uyqung yéter,
Sende mal yoq, emdi ketse jan kéter.
Bu ölümdin özengni qutqazmisang,
Ah, séning haling xeter, haling xeter.
Ei, pobre Uigur, acorde, você já dormiu o suficiente,
Você não tem nada, o que está em jogo agora é sua valiosa vida
Se você não salvar a si próprio da morte,
Ah, seu fim será iminente, seu fim será iminente

## Biblioteca
- Dwyer, Arienne (Jane Garry e Carl Rubino, editores) (2001). «Uyghur». Facts About the World's Languages. [S.l.]: H. W. Wilson. pp. 786–790 Texto " id - ISBN 978-0-824209-70-4" ignorado (ajuda)